# 삼성 갤럭시 A15
삼성 갤럭시 A15(영어: Samsung Galaxy A15)는 삼성전자가 생산하는 안드로이드 스마트폰이다. 2023년 12월에 공개되었다. 삼성 갤럭시 A15 5G는 한국에서 삼성 갤럭시 버디3로 2024년 4월 LG U+ 단독으로 출시되었다.

## 같이 보기
- 삼성 갤럭시 A 시리즈